# ニホンノウサギ
ニホンノウサギ（日本野兎、学名：Lepus brachyurus）は、ウサギ目ウサギ科ノウサギ属に分類されるウサギ。旧和名ノウサギ。日本固有種。

## 分布
日本（本州、四国、九州、および周辺の島嶼）固有種
模式標本の産地（模式産地）は長崎県

## 形態
体長（頭胴長）45 - 54センチメートル、尾長2 - 5センチメートル、体重1.3 - 2.5キログラム、耳長7 - 8センチメートル、後足長12 - 15センチメートル。全身の毛衣は褐色、腹部の毛衣は白い。耳介の先端は黒い体毛で被われる。
東北地方や日本海側の積雪地帯に生息する個体群（トウホクノウサギ）や、佐渡島の個体群（サドノウサギ）は冬季に全身の毛衣が白くなる。積雪する地域では秋頃より体毛の色が抜け落ちはじめ、冬には耳介の先端の黒い体毛部分を除き白化し、早春頃より白い体毛が抜け、徐々に赤褐色から茶褐色の体毛が生えてくる。

## 分類
種名は「短い尾のノウサギ」を意味する。
以下の4亜種に分ける説もある。毛色や後足長から亜種を区別できるとされるが、分布域の境目が不明瞭なこと、毛色は日照時間や気温によって変化することなどから特に亜種トウホクノウサギは有効性を疑問視する説もある。
Lepus brachyurus brachyurus Temminck, 1845 キュウシュウノウサギ
日本（本州〈太平洋側〉、四国、九州）固有亜種
Lepus brachyurus angustidens Hollister, 1912 トウホクノウサギ
日本（本州〈日本海側〉）固有亜種
亜種エチゴウサギL. b. etigo Abe, 1918はシノニムとされる。
Lepus brachyurus lyoni Kishida, 1937 サドノウサギ
日本（佐渡島）固有亜種
Lepus brachyurus okiensis Thomas, 1906 オキノウサギ
日本（隠岐諸島）固有亜種

## 生態

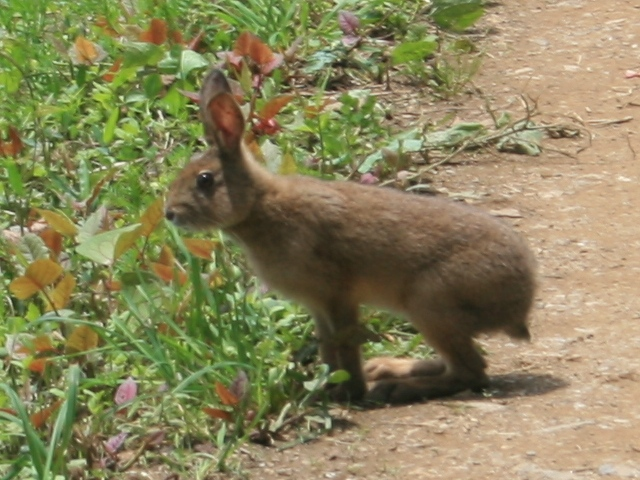
低山地に生息するニホンノウサギ
伊吹山の山麓にて

亜高山帯まで（主に低山地から山地）の草原や森林などに生息する。群れは形成せず単独で生活する。特定の巣は持たないが、ねぐらを中心に半径が約400メートルの範囲で行動する。夜行性で、昼間は藪や木の根元などで休む。おもな天敵としてホンドギツネ、ニホンイタチ、ニホンテンなどの食肉類、イヌワシ、クマタカなどの猛禽類が挙げられる。
食性は植物食で、葉、芽、樹皮などを食べる。
北部の地域（山形県など）では冬から夏にかけて、南部の地域（鹿児島県など）では1年中繁殖を行う。メスは複数のオスと交尾をし、特定のつがいを作らない。
繁殖形態は胎生。妊娠期間は42 - 47日。1回に1 - 4頭（主に2頭）の幼獣を年に3 - 5回に分けて産み、年間約10頭の幼獣を産む。幼獣は生後1週間ほどで自分で植物を食べ始めることができ、1ヶ月ほどで独立し、8 - 10ヶ月で性成熟し、繁殖に参加できるようになる。寿命は4年未満であり、野生では1 - 2年と短い。

## 人間との関係
簡単な罠で捕獲することができ、食用としてや毛皮が利用された。2016年現在も狩猟対象の鳥獣（獣類20種）の一つである。農作物やスギやヒノキなどの植林の苗木を食害する害獣とみなされることもある。植林が盛んであった時期、例えば1967年の林野庁の統計では全国で6万1千ヘクタールの被害があったが、2014年の統計では71ヘクタールとなっている。
開発による生息地の減少や害獣として駆除されるなどによって生息数は減少している。1959-1963年に食害対策として人為的に移入されたホンドテンの影響によって亜種サドノウサギは生息数が減少したため、新潟県のレッドデータブックでは準絶滅危惧に指定されている。
東京都版レッドデータブック -Cランク
- L. b. brachyurus  キュウシュウノウサギ
  - 埼玉県版レッドデータブック - 地帯別危惧（RT)
  - 山口県版レッドデータブック - 準絶滅危惧
  - 鹿児島県版レッドデータブック - 分布特性上重要
- L. b. angustidens トウホクノウサギ  
  - 山口県版レッドデータブック - 情報不足
- L. b. lyoni サドノウサギ
  - 準絶滅危惧（NT）（環境省レッドリスト）[11]